# Gymnastikefterskolen Stevns
Gymnastikefterskolen Stevns er beliggende i Boestofte på Stevns. Skolen blev grundlagt i 1894 og er i dag en grundtvigiansk efterskole for 9. og 10. klasse med plads til i alt 186 elever. Skolen arbejder ud fra følgende fem kerneværdier: Fællesskab, respekt, sundhed, faglighed og ansvar. Gymnastikefterskolen Stevns har en stærk gymnastikprofil, hvor talenter plejes og videreudvikles i samspil med lærerteamet og fællesskabet, der danner rammen for skoleåret. Alle elever deltager i gymnastikundervisningen, og resultatet er en lang række opvisninger på og uden for skolen. Også skolens motto afspejler den stærke gymnastikprofil, for Gymnastikefterskolen Stevns er: ”Et spring af dimensioner”.

## Historie
Gymnastikefterskolen Stevns’ historie går helt tilbage til 1894. Overalt i Danmark blev der i årene efter nederlaget i 1864, hvor vi mistede Sønderjylland, oprettet mange nye højskoler. På Stevns skete det i 1894, hvor gårdejerne Poul Nielsen, Anders Frederiksen og Jens Nielsen Lund købte Havnelev Møllegård med den hensigt at oprette en grundtvigiansk højskole. Skolen begyndte med et karlehold på 16 elever den 3. november samme år. Skolens første forstander var cand.teol. H. P. Hansen, Gevnø. Perioden som højskole blev en svær tid. Flere forskellige forstandere prøvede lykken samtidig med, at man supplerede med forskellige kurser – såsom sømandsskole og fællesskole for piger og karle.
I 1918 blev skolen til Stevns Landbrugsskole. Ej heller denne periode blev en gylden tid, selvom skolen havde en idealistisk og dygtig ejer i forstander L. P. Rasmussen, som byggede ”Tårnet” og udvidede skolens landbrugsareal ved indkøb af jord. Økonomisk gik det stærkt tilbage, og ved et held blev skolen solgt til Ellen og Marius Skar, der kom til Stevns fra Rødding. Skolen blev igen højskole, men den blev hurtigt suppleret med en efterskoleafdeling. Perioden indtil 1950 blev en god tid for Stevns Højskole – om end midlerne var små, var indholdet stort!
I 1950 dør Marius Skar, og hans enke, Ellen Skar, driver skolen videre. Som daglig leder ansættes Else og Erik Dahlerup Pedersen.
Konklusionen af denne periode var, at højskoletiden var forbi, og i 1953 overtager egnen skolen og opretter en selvejende institution – Stevns Ungdomsskole – med det formål at lave en efterskole for unge mellem 14 og 18 år.
Som forstanderpar ansættes Inger og Helge Markvardsen. Skolen gennemgik en ombygning og modernisering. Der kom hurtigt flere elever, i 1964 gik man over til fællesskole for piger og drenge, og skoleåret blev udvidet til 10 måneder. Fra 1968 fik skolen statskontrollerede prøver på lige fod med folkeskolens 9. og 10. skoleår. Et gennemgående træk blev gymnastikkens stærke position, hvilket medførte en øget tilgang af elever med gymnastikken som interesse.
I 1977 trak Inger og Helge Markvardsen sig tilbage, og Tove og Helge Jensen blev skolens forstanderpar. I de følgende år skete der en gennemgribende renovering af de ældre bygninger, samtidig med at der blev bygget nye værelser, køkken og spisestue. Linjen med gymnastikken som pejlemærke fortsatte, og derudover kom der fokus på drama og musik. Det betød, at skolen hvert år kunne indbyde til store musicalforestillinger.
I 1997 skete der igen et forstanderskifte – Tove og Helge Jensen trak sig tilbage, og som ny forstander blev Carlo Mathiasen, der kom fra Aarhus sammen med sin hustru Gitte, ansat. En ny tid fulgte med markant udvikling i både skolens faglige og gymnastikmæssige profil, ligesom flere nye bygninger kom til, og elevtallet steg til 170. I 2000 blev der bygget et stort springcenter, der i 2013 blev udvidet med endnu flere springfaciliteter. I 2007-2008 blev der både bygget en ny, stor hal sammen med fire nye undervisningslokaler samt to elevboliger. På den faglige side kom to nye linjer for 10. klasse, Science og International, til fra skoleåret 2014.
Skolens navn har i denne periode ligeledes været i udvikling fra Stevns Gymnastik- & Idrætsefterskole til i dag i højere grad at afspejle skolens stærke gymnastikprofil: Gymnastikefterskolen Stevns.